# 룽산 문화

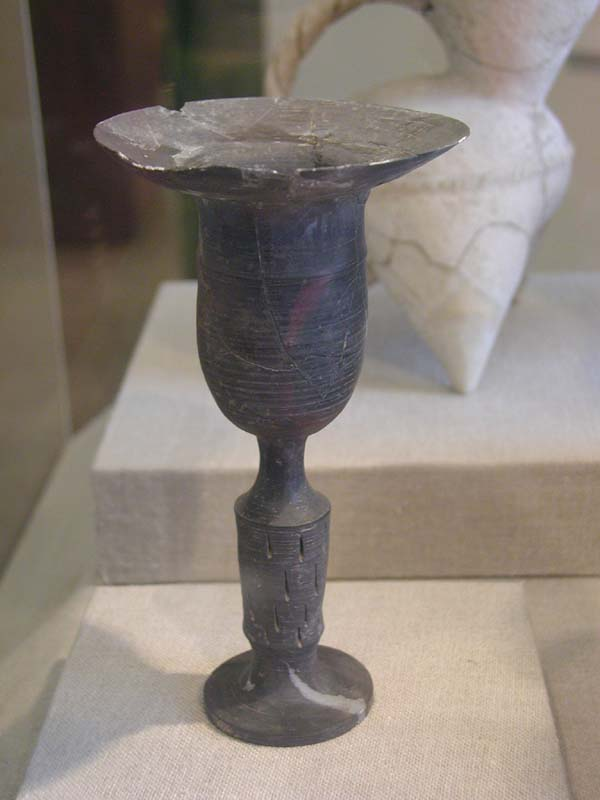
란각도로 만든 고병배, 산둥성 주청 시 청즈유적에서 1976년 출토된 룽산문화 도기

룽산 문화(중국어 간체자: 龙山文化, 정체자: 龍山文化, 병음: Lóngshān wénhuà Longshan culture[*], 기원 전 2300년경-기원 전 1800년경)는 중국 북부(화북)의 황하 중류에서 하류에 걸쳐 퍼져 있는 신석기 시대 후기의 문화를 말한다. 흑도가 발달하여 흑도 문화라고도 한다.
룽산 문화는 중원 룽산문화(허난 룽산문화와 샨시 룽산문화) 및 산둥 룽산문화로 나뉘어 있다. 산둥 룽산문화는 황하 하류를 중심으로 존재한 다원커우 문화에 이어 나타나며, 허난 룽산문화는 황하 중류에 존재한 양사오 문화에 이어 등장하고 있다. 룽산 문화는 황하 유역의 다른 문화가 발전했던 지역에까지 널리 퍼졌을 뿐만 아니라, 장강 유역 등, 이후 동이족의 문화가 발달한 양즈강 주위와 산맥을 따라 중국북동 지역을 중심으로 영향을 미쳤다.

## 개요

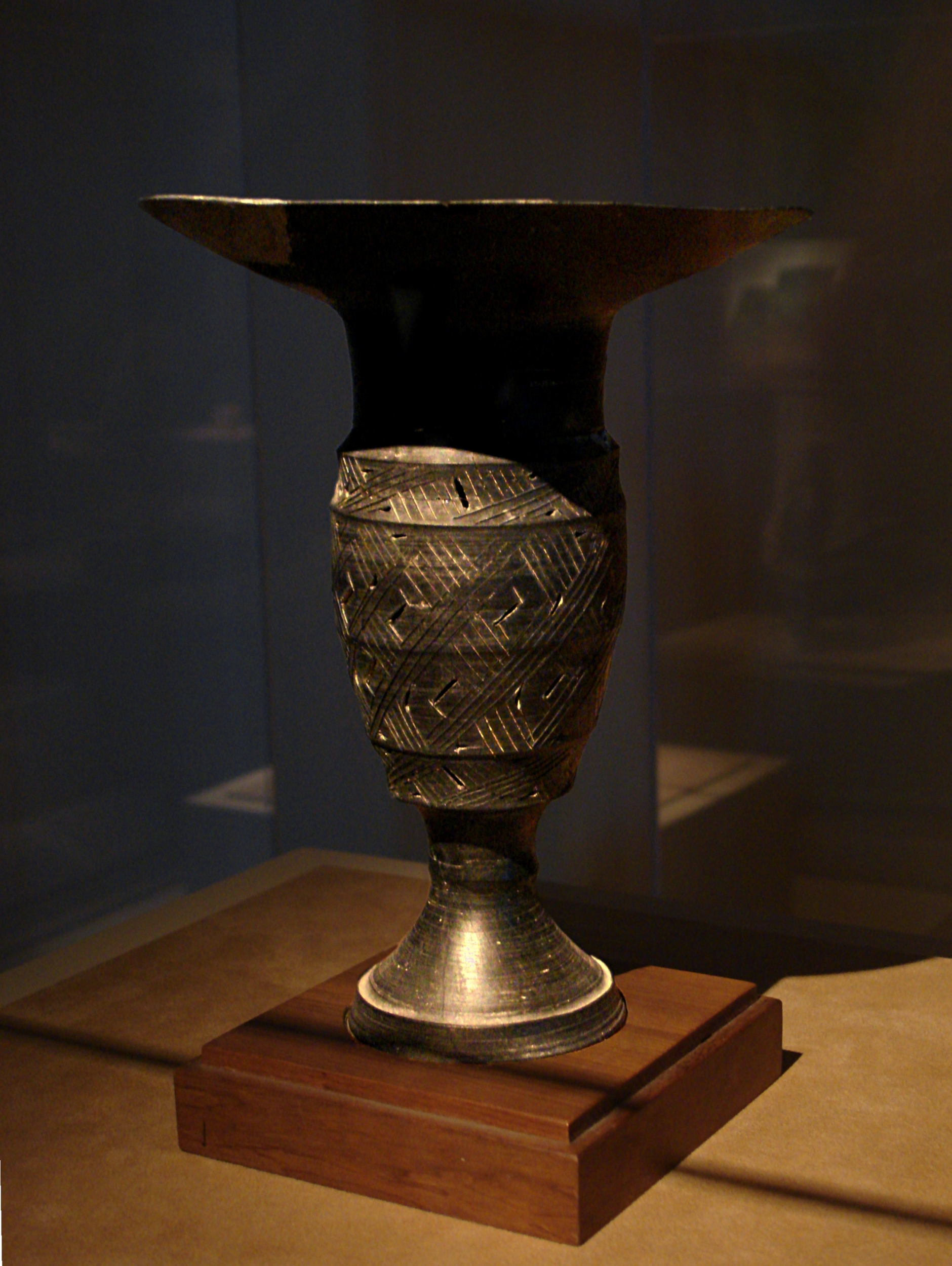
란각도 고병배, 산둥 룽산문화의 출토품

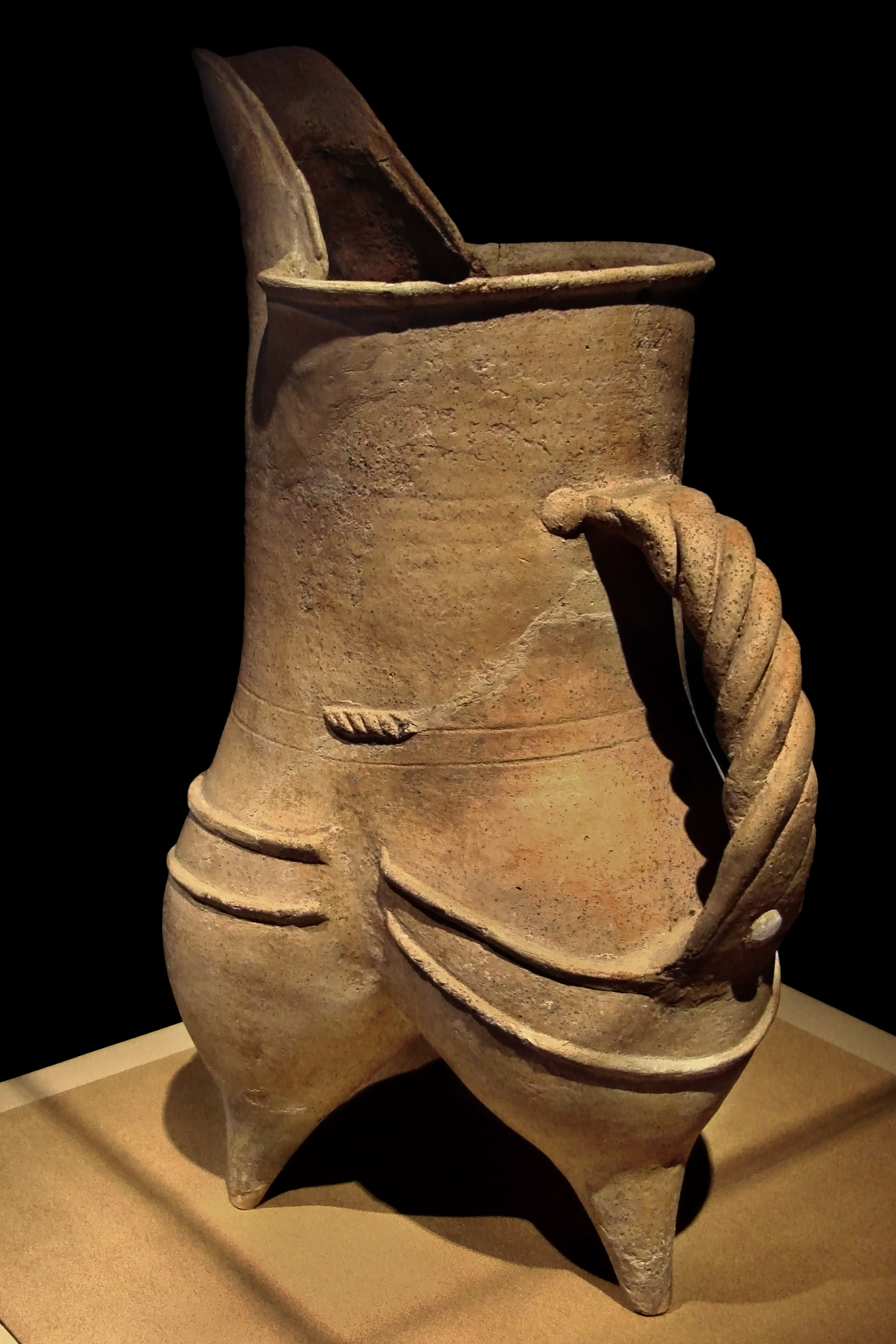
삼족 조리기 규, 산둥 룽산문화의 출토품

룽산 문화는 산둥성 동부의 장추 시 룽산진에 있는 청즈아이(城子崖)에서 1928년에 유적이 출토되어 1930년 이후 본격적으로 발굴되었다. 룽산 문화의 특징은 고온으로 구운 회도, 흑도를 중심으로 한 높은 도기 기술에 있으며, 그릇이 얇고 균일하여 녹로가 사용되고 있었음을 추측할 수 있다. 특히 란각도(卵殻陶)로 불리는 것은 그릇을 알의 껍질처럼 얇게(0.5 – 1 mm) 만든 흑도의 도기로, 한층 더 연마해 검은 윤기를 내고 세밀한 문양을 조각한 것이다. 이것은 황하 유역뿐만 아니라 장강 유역이나 중국의 남부 해안 부근에서도 발견되고 있어 룽산 문화의 확산을 알려주고 있다. 한편으로 장강 중류 지역의 취자링 문화도 회도, 흑도를 특징으로 하는 문화로 허난성 부근에까지 영향을 끼치고 있어 룽산 문화가 장강 부근의 문화의 영향을 받았을 가능성도 있다.
도기 생산 효율의 상승은 출토하는 도기의 수나 종류가 전대 문화에 비해 대폭 증대되었던 것에서도 볼 수 있어 솥이나 역(鬲, 삼족 솥), 규(鬹, 세발달린 가마솥), 높은 자루 잔(高柄杯) 등, 조리기나 식기로서 사용된 다양한 흑도, 회도의 도기가 출토되었다.
도기뿐 아니라 돌칼(石包丁) 등 석기나 골기 등의 무기나 도구, 비취 등의 구슬도 출토되었다. 룽산 문화 후기에는 청동기도 출현하였고, 은대, 주대(또눈 은나라 이전의 하나라)의 청동기 시대로 가는 과도기였다고 생각할 수 있다.
룽산 문화의 사회에서 나타난 가장 큰 변화는 도시의 출현이다. 초기의 주거 형태는 수혈식 주거였지만, 곧 기둥이나 벽을 세운 가옥이 출현했다. 또 흙을 다져 만든 성벽이나 굴이 출토되고 있어, 특히 샨시성 샹펀현 타오스 향(陶寺郷)의 남쪽에서 발견된 샨시 룽산문화의 유적, 타오시 유적(陶寺遺跡, 기원 전 2500년 - 기원 전 1900년)은 룽산 문화의 도시 유적 중에서도 가장 큰 것이다.
농업이나 수공업의 발달도 특징이다. 샨시성의 웨이허 주변에서는 농업과 목축업이 양사오 문화의 시기에 비해 크게 발전하였다. 쌀의 재배도 시작되었고, 누에를 기르는 양잠업의 존재와 소규모의 견직물 생산도 확인되고 있다.
동물의 견갑골을 사용한 점술이나 무술(巫術)의 흔적도 엿볼 수 있어 종교도 있었던 것으로 보인다. 농업 등의 발달로 인한 잉여 생산이 생기고, 사유재산이 출현하여 사회의 계층화가 진행되었고, 부권제 사회나 계급 사회가 탄생했다. 흑색 토기에서는 회전대를 사용하고 광택을 낸 것을 알 수 있으므로 제작기술도 발전하였다는 것을 알 수 있다
중국의 신석기 시대의 인구는 룽산 문화에서 절정을 이루었지만, 룽산 문화의 말기에는 인구가 격감했다. 동시에 분묘의 부장품에서 고품질의 란각도, 흑도 등도 볼 수 없게 되었다.

산둥 딩공의 도기 파편에서 발견된 11 문자, 산둥 룽산문화

## 시대 구분
룽산 문화의 전기는 기원전 2300년에서 기원전 1800년경으로, 기원 전 2600년경에서 기원 전 2000년경이 후기에 속한다. 또 룽산 문화는 황하 유역의 지형에 맞추어, 중원의 허난 룽산 문화, 웨이허 연안의 샨시 룽산 문화, 황하 최하류의 산둥 룽산 문화 등 지역 마다 여러 가지로 분화되고 있어, 특히 후기가 되면 분화가 명확해 진다. 웨이허 연안은 그 뒤로 실크로드로 불리는 서역 교역로의 기점으로서 중국 역사의 중심지 중 하나가 되었다.

## 같이 보기
- 중국의 신석기 문화 목록
- 황하 문명
- 양사오 문화
- 다원커우 문화
- 중국의 신석기 시대 그림 문자